# Pericalymma megaphyllum
Pericalymma megaphyllum är en myrtenväxtart som beskrevs av Cranfield. Pericalymma megaphyllum ingår i släktet Pericalymma och familjen myrtenväxter. Inga underarter finns listade i Catalogue of Life.